# Nebka
Nebka var födelsenamnet på en farao som nämns som grundare av Egyptens tredje dynasti i senare kungslistor och troligen regerade omkring 2740–2720 f. Kr.
Mycket är oklart kring denna kungs identitet och det har föreslagits att han var identisk med farao Sanakht. Först antog man att Nebka var den första härskaren av den tredje dynastin, men numera anser flera forskare att han regerade senare.

## Titulatur
1. ↑  Enligt inskription i ämbetsmannen Achti-Aas grav
2. ↑  Thomas Schneider: Lexikon der Pharaonen. s. 167.
3. ↑  Regerade enligt Africanus i 28 år.

| Företrädare Khasekhemwy | Kung av Egypten 3:e dynastin | Efterträdare Djoser |